# Hans Windfeld-Hansen
Hans Windfeld-Hansen (16. december 1847 i Farup ved Ribe – 9. januar 1931) var en dansk bankdirektør og politiker, bror til J.A. og Marius Windfeld-Hansen.
Han var søn af møller Hans Hansen (død 1866) og hustru Karen Windfeld (død 1908), blev møller ligesom faderen, men blev i 1888 direktør for Ribe Diskontobank, som han bestyrede indtil 1929. 1885-97 og 1899-1909 sad han i Ribe Byråd og var 1880-1910 brandinspektør og fra 1905 repræsentant i Købstædernes Brandforsikring.
1910-18 sad han i Landstinget, valgt for Højre (fra 1915: Det Konservative Folkeparti). Han var Ridder af Dannebrog og Dannebrogsmand.